# 34128 Hannahbrown
34128 Hannahbrown este o planetă minoră (asteroid), cu un diametru de 5,103 km, din centura de asteroizi. A fost descoperită pe 24 august 2000 la Experimental Test Site⁠(d) de Lincoln Near-Earth Asteroid Research. 
Obiectul prezintă o orbită caracterizată de o semiaxă mare de 3,0001268 UAi, o excentricitate de 0,01, o înclinație de 9,32292 ° în raport cu ecliptica.